# Hamunsjön

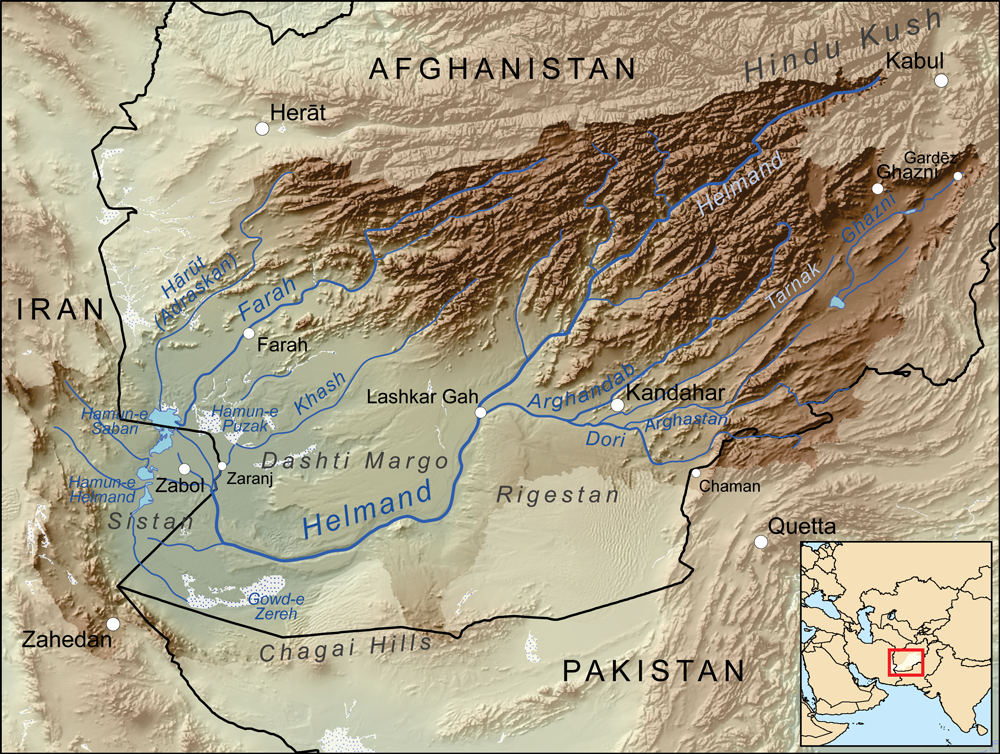
Hamunsjön är sjöområdet där Helmandfloden utmynnar, på gränsen mellan sydvästra Afghanistan och östra Iran.

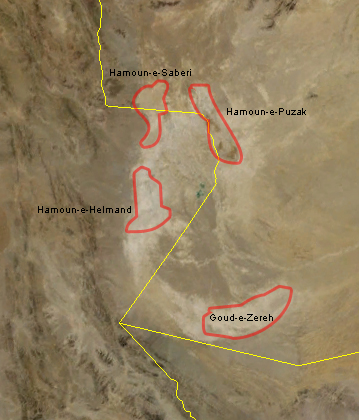
Markering av Hamunsjöns separata sjöområden.
Gula linjer markerar landgränser, med Iran i väster, Afghanistan i öster och Pakistan i sydost.

Hamunsjön (persiska: دریاچه هامون, Daryacheh-ye Hamun), även kallad Helmandsjön eller Sistansjön, är ett sjö- och våtmarksområde i gränsområdet mellan östra Iran och sydvästra Afghanistan, i provinsen Sistan och Baluchistan respektive provinserna Nimruz och Farah.

## Geografi
Sjöområdet befinner sig i Sistanbäckenet. Det är ett endorheiskt bäcken, vilket innebär att det inte har något avflöde för vattnet, som då bara avgår genom avdunstning, vilket ger ökad salthalt. Hamunsjön är mycket grund, och eftersom den befinner sig i ett ökenområde är den mycket känsligt för uttorkning vid minskat tillflöde. Den når ofta sin största storlek i maj eller juni och minskar sedan gradvis fram till sen höst, på grund av avdunstning.
När Hamunsjön är välfylld, kan hela sjösystemet nå en yta på drygt 8 000 km². Hamunsjön är då en sammanhängande sjö på omkring 5 000 km², med ett medeldjup på 1 meter. Den har tre sammanhängande sjöområden, som vid lägre vattennivåer blir tre separata sjöar, eller sjöområden:
- Hamun-e Puzak i nordost och huvudsakligen i Afghanistan, med en största yta på 1 500 km²,
- Hamun-e Saberi i nordväst, korsandes landgränsen, med en största yta på 1 500 km²,
- Hamun-e Helmand, även kallad Hamun-e Hirmand, i sydväst på iranskt territorium, med en största yta på 2 000 km².

Ytterligare en sjö, Gowd-e Zereh, hör till systemet. Den ligger en bit söderut, på den afghanska sidan om gränsen. Den kan nå en yta på 3 000 km² och har då ett medeldjup på 10 meter. Den fylls dock bara på under år med ovanligt höga vattennivåer, då från Hamun-e Helmand via kanalen Shela som normalt är torrlagd.
Huvuddelen, omkring 90 %, av tillflödet kommer från Helmandfloden, även kallad Hirmandfloden, Afghanistans största flod. I Sistanbäckenet bildar den ett floddelta som leder till de olika delarna av Hamunsjön. Bland andra floder som också mynnar i Hamunsjön finns Adraskan (även kallad Harut), Farah, Khospas och Khash.
Trots ökenklimatet i området, har Hamunsjön varit ett område där människor under lång tid levt av jordbruk och fiske.

## Pågående uttorkning
Under de senaste decennierna har det mesta av förutsättningarna för jordbruk och fiske slagits ut. En ovanligt svår torka drabbade området från 1999 och några år därefter. Området var i stort sett uttorkat 2001–2002, med endast saltslätter kvar.
Detta har följts av en strypning av tillflödet på grund av dammbyggen och vattenuttag uppströms, med följd att Hamunsjön fortsatt har varit uttorkad upprepade gånger.
Uttorkningen av Hamunsjön har slagit hårt mot befolkningen i området, som därmed också sett en kraftig avfolkning.